# Dunia Susi
Dunia Susi (ur. 10 sierpnia 1987 w Londynie) – brytyjska piłkarka, reprezentantka kraju. Uczestniczyła w Letnich Igrzyskach Olimpijskich 2012.

## Kariera klubowa
Na początku Dunia Susi występowała w klubie Enfield, a następnie jako siedemnastolatka przeniosła się do Arsenalu. Rok później przeniosła się do Fulhamu, a kolejny rok później do Chelsea. Sezon 2008 spędziła w USA, a dokładnie w Richmond Kickers Destiny razem z koleżankami z Chelsea: Kylie Davies, Emma Delves oraz Jess O'Dwyer. W 2011 roku przeniosła się do Birmingham City. Po roku powróciła do Chelsea. W 2014 roku dołączyła do zespołu Notts Country. W tym klubie gra do dziś.

## Kariera reprezentacyjna
Susi grała w reprezentacji Anglii U-19. Jej debiut w seniorskiej reprezentacji odbył się w meczu w lipcu 2009 roku, gdy podczas meczu z Islandią zmieniła Corinne Yorston. Na Letnich Igrzyskach Olimpijskich 2012 była jedną z czterech rezerwowych graczek. Została powołana do składu, gdy Ifeoma Dieke zerwała więzadła w kolanie.

## Życie prywatne
Ukończyła studia na Uniwersytecie Westminsterskim, na wydziale ekonomii.